# Brogatan 13
Brogatan 13 (fastighet Grev kristoffer 17) är en affärsbyggnad i centrala Halmstad.
Byggnaden uppfördes som ett Tempovaruhus. Den fick ett väl tilltaget parkeringshus som tillsammans med affärsbyggnaden upptar hela tomten som i sin tur upptar större delen av kvarteret Grev kristoffer.

## Historik

### Tempo
Tempo meddelade 1960 att man var på väg att etablera sig i Halmstad om att man siktat in sig på Richardsonska fastigheten i kvarteret Grev kristoffer. Den existerande bebyggelsen revs under 1963. Cykelhandlaren Levin & Nilsson som tidigare var verksam på tomten uppförde en ny byggnad på andra sidan gatan (fastigheten Klammerdamm 20) och flyttade dit.
Handelsbanken var då också på väg att etablera sig i Halmstad och man kom överens om att det skulle ske i Tempos nybygge. Bankkontoret öppnade dock i temporära lokaler den 23 januari 1962 som bankens 408:e kontor i Sverige, dess första i Halland och den första nya affärsbanken att öppna i Halmstad på 45 år. Den temporära lokalen var före detta Tuwe Jepsons speceributik på Brogatan 16.
Tempo ville ha hela varuhuset i ett plan och detta upptog huvuddelen av bottenvåningen. Där fanns även plats för Handelsbankens bankkontor. På ovanvåningen låg främst bilparkeringen med plats för 96 bilar samt ett kafé. I planeringsfasen hade en förfrågan gjorts om att bygga fyra våningar, men det hade avslagits. Huset byggdes av Skånska Cementgjuteriet och arkitekt var Stig Johansson vid Tage Möller Arkitektbyrå.
Tempo öppnade den 28 oktober 1964 som kedjans 55:e varuhus. Handelsbanken flyttade in samtidigt. Gunnar Myrstrand var inredningsarkitekt för bankkontoret som vidare utsmyckades med verk av Halmstadgruppen. Den 14 februari 1968 etablerades även Tempo Öster vid Laholmsvägen. Tempovaruhuset vid Brogatan kallades efter det för Tempo City.

### Obs! Interiör
Tempo och EPA hamnade under samma ägare och år 1977 bestämdes det att Tempo City skulle avvecklas. Man skulle istället satsa på EPA-varuhuset som låg längre upp på Brogatan vid Stora torg. EPA-varuhuset bytte namn till Tempo, som senare blev Åhléns.
Fastigheten såldes den 1 juli 1977 till Konsum Halmstad som hade för avsikt att öppna ett möbelvaruhus i lokalerna. Bland de anställda på Tempo City, Tempo Öster och EPA varslades 55, varav en del kunde förväntas anställas av Konsums möbelvaruhus.
Den nya möbelvaruhuset Obs! Interiör öppnade den 24 augusti 1978.
Obs! Interiör gick aldrig med vinst och den 25 februari 1985 beslutade Konsum Halmstad att möbelaffären skulle läggas ner. Fastigheten såldes till en ny ägare som hade för avsikt att ha flera butiker i byggnaden. Obs! Interiör stängde den 10 augusti 1985.

### Galleria
Efter att Obs! Interiör stängd började den nya ägaren Cera Fastigheter arbetet med att göra om byggnaden till en galleria. Projektet gick under arbetsnamnet "Greven", men det bestämdes senare att verksamheten skulle kallas "Brogatan 13". På andra våningen byggde man restaurang med nattklubb. På bottenvåningen inreddes runt femton butikslokaler.
Gallerian Brogatan 13 hade premiär den 26 mars 1986. Bland de sexton butikerna fanns flera klädaffärer, bland annat Gulins som tidigare inte funnits i Halmstad. Fastighetsägaren hade särskilt strävat efter att få en snabbmatskedja till byggnaden, vilket blev kedjan Saffet's som öppnade den 9 maj 1986.
År 1987 såldes fastigheten till bolaget Viggen. De sålde den vidare 1988 till Consolidator. Detta bolag ingick i Hans Thulins fastighetsimperium som gick i konkurs 1991 i samband med den dåvarande fastighetskrisen. Brogatan 13 gick då dåligt och hade flera tomma lokaler. En exekutiv auktion ordnades i oktober 1991, vilket slutade med att fordringsägaren Gotabanken köpte fastigheten själv och lät den förvaltas av Kungsleden.
Handelsbanken slog under 1992 ihop sitt kontor på Brogatan med den nyligen övertagna Skånska bankens kontor på Storgatan 22 och flyttade verksamheten till Götabankens gamla bankbyggnad vid Stora torg (Brovakten 8).
Under 1993 byggdes gallerian om. Den gamla entrén ersattes av två nya så man skulle slippa en återvändsgränd inne i fastigheten.

### Senare utveckling
Några år senare hade Kungsleden givit upp galleriakonceptet. Vintern och våren 1997 byggdes huset om så att alla butiker fick entréer mot gatan. I samband med detta etablerade sig sportkedjan The Stadium i Brogatan 13, med öppning den 10 april 1997. Stadium hade hörnläget vid Brogatan fram till mars 2017 när man lade ner för att fokusera på butiken i Hallarna.
År 1997 såldes fastigheten till det Halmstadbaserade fastighetsbolaget Trelp. År 2016 sålde Trelp fastigheten till Cityfastigheter. Trelp hade även köpt Combihuset och Åhlenshuset som också såldes till Cityfastigheter i samma affär.